# Educatore

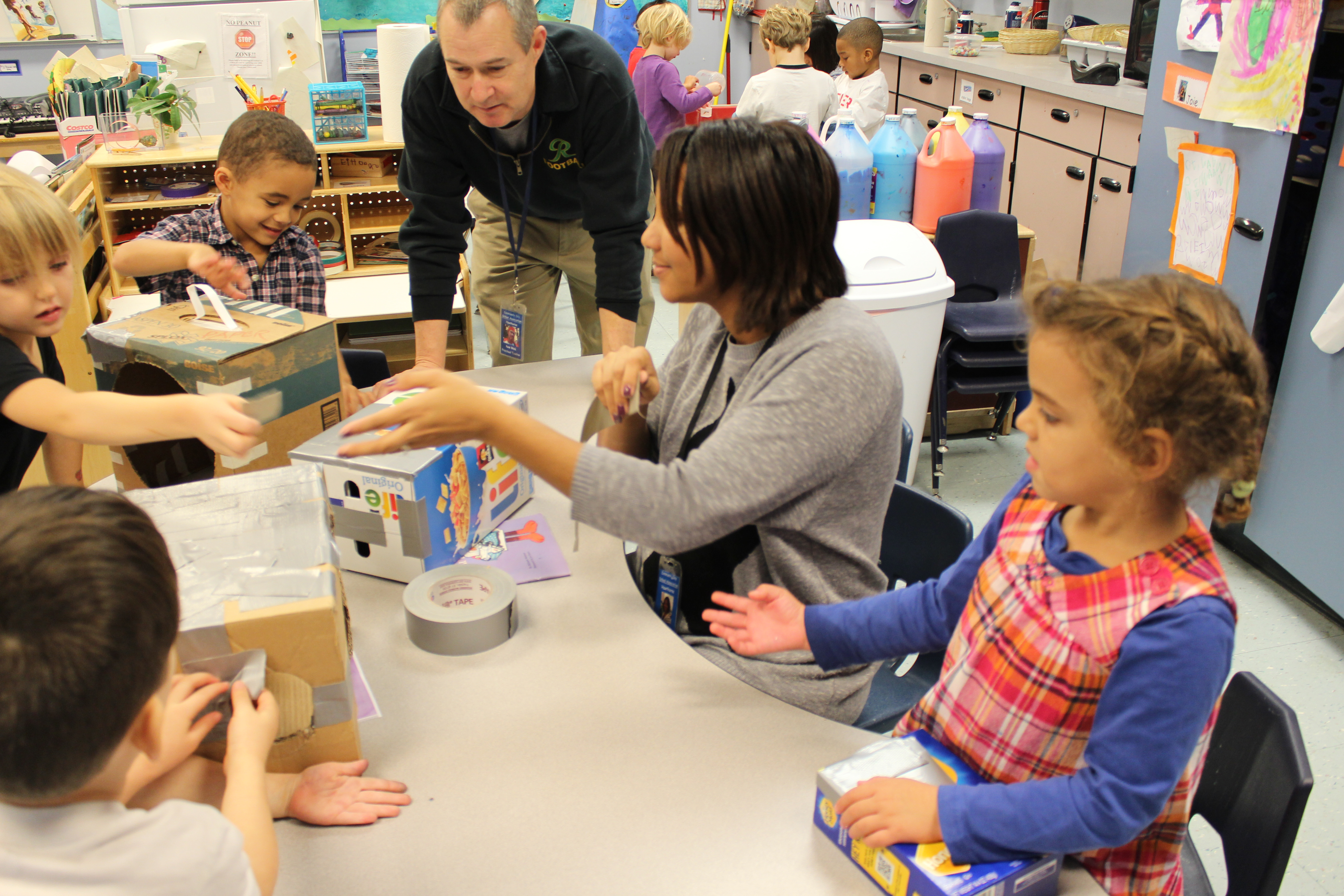
Situazione lavorativa caratteristica degli educatori

Si definisce educatore il professionista che realizza un'azione educativa, ovvero che contribuisce alla crescita umana della persona. Tale azione può essere esercitata sia attraverso rapporti spontanei, generalmente familiari, sia tramite interventi speciali insieme all’educatore professionale. Si dice che l'autorità dell'educatore sia un servizio di guida che si coordina con la volontà di autoperfezionamento dell'educando. Piero Bertolini ha messo in evidenza come l'attività dell'educatore si sia attualmente parcellizzata e che pertanto questi si trovi ad operare in modo molto settoriale. L'attivazione negli anni settanta di corsi regionali e successivamente di corsi universitari, prima nella facoltà umanistica di Scienze dell'educazione e della formazione e in seguito anche nella facoltà sanitaria di Medicina, hanno contribuito a dare consistenza alle figure e alle professioni dell'educatore professionale, che può operare sia in campo socio-psico-pedagogico che socio-sanitario.
Per esemplificare, esaminando il settore dello sport, si può notare come la tradizionale figura dell'allenatore oggi lavori in squadra con altri educatori che utilizzano strumenti come il focusing (focalizzazione dell'attenzione), goal setting (formulazione degli obiettivi a breve e lungo termine), imagery (rappresentazione mentale di stimoli immaginativi), self talk (parole stimolo): tecniche descritte da illustri autori quali (Eugene Gendlin, Jim Clemmer, Jannerod, Marina Gerin). A tal proposito appare interessante la tecnica inversa applicata dalla Garaventa, che non parte dal mental training per potenziare la prestazione agonistica, ma organizza una competizione sportiva in modo da avere materiale da supervisionare, ponendosi la finalità di promuovere il benessere personale (gioia nelle relazioni, diminuzione degli stati d'ansia, eliminazione dei sentimenti negativi rivolti verso se stessi).

## Storia
Le istituzioni educative sono tra le istituzioni sociali più antiche, ad esempio sotto forma di orfanotrofi. Successivamente furono aggiunte scuole di riforma e case di lavoro, utilizzate principalmente per la detenzione e la punizione. Nelle case borghesi venivano impiegati anche educatori per accudire ed educare i bambini. Con l'Illuminismo borghese, un'immagine glorificata dell'infanzia è stata rappresentata dalla prospettiva odierna e dall'atteggiamento secondo cui con l'educazione si può fare praticamente qualsiasi cosa. Da questa idea, l'asilo è stato sviluppato come una nuova istituzione.
Fino al XIX secolo l'istruzione pubblica era spesso così crudele che oggi sarebbe punita come abuso. Con la pedagogia riformatrice dell'inizio del XX secolo, è emersa gradualmente una nuova prospettiva. L'educazione dovrebbe venire dal bambino. Successivamente sono stati sviluppati approcci anti-autoritari e democratici all'istruzione. Fino agli anni '60 gli educatori erano impiegati quasi esclusivamente negli asili e nei doposcuola. Nel periodo successivo viene introdotta a livello nazionale la formazione con qualifica di educatori riconosciuti dallo Stato e si ampliano notevolmente i possibili ambiti di applicazione.

## Istruzione

### Contenuto
Il contenuto della formazione varia notevolmente da luogo a luogo e può comprendere le seguenti materie, eventualmente in combinazione tra loro o trasversalmente:
Pedagogia, psicologia, sociologia, didattica e metodologia della pratica socioeducativa, educazione speciale o educazione curativa, letteratura per bambini e ragazzi, diritto giovanile e diritto di famiglia, educazione ai media, educazione musicale, teoria del movimento, ritmo, conoscenze mediche di base o educazione alla salute, educazione artistica e artigianale, aspetti politici e sociali, insegnamento religioso o educazione religiosa così come istruzioni pratiche, ad esempio in colloqui o forme di supporto.
Durante la formazione, il profilo della scuola o la selezione dei tirocini possono portare alla specializzazione in uno specifico campo di pratica o una specifica clientela, come il lavoro negli asili nido, nei centri di doposcuola o nell'area dell'assistenza residenziale.
La formazione si conclude con il riconoscimento statale, che — nonostante le differenze nei corsi di formazione — è riconosciuto da tutti gli Stati.

### Competenze principali
Nell'ambito della formazione, le seguenti competenze di base socio-pedagogiche devono essere migliorate qualitativamente le capacità di:
- Osservazione e analisi[4]
- Progettazione della relazione educativa
- Cooperazione in gruppo e con i genitori e altre persone coinvolte nell'educazione
- Riflessione critica della propria persona e dei valori e delle immagini sottostanti delle persone
- Progettazione, realizzazione e valutazione dei processi pedagogici
- Lavoro concettuale
- Progettazione dei processi aziendali nelle istituzioni socio-educative

### Formazione continua
Gli educatori qualificati hanno varie opzioni per un'ulteriore formazione dopo aver completato la loro formazione, durante o prima della loro prima esperienza professionale. Qui si distingue tra formazione specialistica e formazione continua. I corsi di specializzazione vengono utilizzati per adattare le conoscenze all'attività effettiva. La formazione di aggiornamento serve a qualificare per attività che si fondano sul livello organizzativo o gestionale, ad esempio la gestione di una struttura socio-educativa, o per attività che hanno un proprio diverso titolo professionale, ad esempio il motopedista.

#### Formazione specializzata
Alcuni dei possibili contenuti dei corsi di specializzazione corrispondono ai possibili contenuti della formazione di base (selezione):
- Educazione, pedagogia – in generale
- Educazione precoce e prescolare
- Assistenza residenziale[7]
- Doposcuola
- Consulenza ai genitori, lavoro dei genitori, consulenza educativa
- Lavoro giovanile, assistenza ai giovani
- Sport e giochi
- Pedagogia musicale[8]
- Specialista in educazione fisica abilità motorie/licenza di allenatore per l'area prescolare
- Cucina, dieta, nutrizione, pulizia
- Igiene – formazione avanzata
- Servizio sociale, pedagogia sociale – in generale
- Psicologia dello sviluppo

#### Formazione avanzata
In termini di formazione avanzata, gli educatori possono prendere in considerazione la formazione continua (con diplomi di certificazione) da un lato, o corsi part-time dall'altro.
Le offerte con carattere di formazione continua includono (selezione):
- Specialista per l'educazione
- Specialista certificato dallo Stato per l'organizzazione e la gestione, focus sull'educazione sociale
- Economista aziendale per gli affari sociali (istituto tecnico)
- Insegnante specialista presso scuole speciali (certificata dallo Stato)
- Motopedista (scuola tecnica)
- Insegnante di educazione speciale riconosciuto dallo Stato
- Insegnante di recupero riconosciuto dallo Stato
- Addetto/a alla qualità nei servizi sanitari e sociali

Da alcuni anni è possibile anche frequentare corsi (extraprofessionali) specializzati nell'ulteriore qualificazione accademica degli educatori. Puoi scegliere tra offerte con priorità molto diverse (selezione):
Esempi di focus sulla (prima) educazione:
- Pedagogia elementare
- Pedagogia della prima infanzia
- Educazione nell'infanzia

Esempi di attenzione alla gestione e alla leadership delle istituzioni educative:
- Offerte extraprofessionali, ad esempio la gestione didattica
- Pura didattica a distanza, ad esempio educazione della prima infanzia - direzione e gestione dei centri diurni

## Campi di lavoro
I campi di lavoro in cui gli educatori sono tradizionalmente attivi sono gli asili nido, i doposcuola per studenti, i centri diurni e i doposcuola di integrazione, le scuole a tempo pieno, le strutture per disabili, il lavoro aperto per l'infanzia e la gioventù e strutture assistenziali per i giovani (case) e strutture per il tempo libero per bambini e giovani. Ci sono anche posizioni negli ospedali, strutture sanitarie e nel lavoro per anziani.
I campi di attività degli educatori sono molto diversi. Includono soprattutto la supervisione, l'educazione, la sorveglianza e la cura di bambini ed adulti. Inoltre, c'è la collaborazione con i genitori, gli insegnanti e altri referenti dei clienti e degli uffici (in particolare l'ufficio per l'assistenza ai giovani) e nel caso di organizzazioni ecclesiastiche anche con la comunità ecclesiale.
Anche la partecipazione dei bambini (in base alla loro età e livello di sviluppo) deve essere presa in considerazione in tutte le attività. Soprattutto nell'area degli asili nido, i bambini dovrebbero essere esplicitamente supportati nei loro processi di autoeducazione.
Le prospettive di carriera variano da luogo a luogo. Educatori e stagisti qualificati possono lavorare all'estero se conoscono la lingua del posto. Nonostante il calo dei tassi di natalità, la necessità di educatori è in aumento a causa della conversione delle scuole di mezza giornata in scuole a tempo pieno e dell'espansione delle opzioni di assistenza all'infanzia prescolare, con conseguente carenza di educatori in alcune regioni.

## Italia
Tra gli educatori italiani si ricordano: Carlo Boncompagni, Carlo Gnocchi, Raffaello Lambruschini, Giuseppe Lombardo Radice, Loris Malaguzzi, Alberto Manzi, Mario Mazza, Carlo Colombo, Averardo Montesperelli, Riccardo Massa, Giulio Salvadori.
Molto carismatiche sono considerate le figure di Giovanni Bosco e Maria Montessori. Giovanni Bosco (1815–1888) santo per la Chiesa cattolica, sacerdote, educatore ideatore del metodo preventivo basato sui tre principi della ragione, religione, amorevolezza, invita l'educando a sperimentare difficoltà adeguate al suo momento di crescita. Maria Montessori (1870–1952) medico ed educatrice ha elaborato il suo metodo sul principio fondamentale della libertà dell'allievo, ritenendo che solo valorizzando e rispettando la spontaneità e l'autenticità può emergere la libera creatività. Figura molto importante anche Robert Baden-Powell che ha contribuito alla creazione del movimento scout e del suo particolare metodo educativo.
Attualmente, l'educatore professionale che si forma con il corso di studi in Scienze dell'Educazione e della Formazione acquisisce la qualifica di Educatore professionale socio pedagogico, mentre quello formato presso Medicina acquisisce la qualifica di Educatore professionale socio sanitario, con sbocchi professionali diversi. I primi sono professionisti dell'educazione e della formazione ed operano in ambito educativo, formativo e pedagogico in tutti i servizi previsti dalla Legge 205/2017, art. 1 comma 594 e dalla Legge 145/2018, art. 1 comma 517. I secondi rientrano tra le professioni sanitarie della riabilitazione ed operano all'interno di un progetto terapeutico predisposto da un'èquipe multidisciplinare secondo il DM. 520/98.
Il laureato, professionista in educazione, potrà operare:
- In ambito sanitario, dove può essere inserito in strutture dedite al recupero dei tossicodipendenti, alcolisti e altre forme di dipendenza patologica, assistenza agli anziani e ai disabili;
- In ambito sociale, dove può essere inserito in strutture di prima accoglienza per immigrati, donne in difficoltà, minori sottratti alla famiglia, come, per esempio, Centri di aggregazione Giovanile, Centri Diurni per Disabili, Case di Riposo o Centri Diurni Integrati, oppure nelle scuole di ogni ordine e grado.
- In ambito privato, dove può svolgere la propria attività come esperto pedagogico, consulente che si occupa della formazione di altri educatori, delle dinamiche che emergono nel setting (citando R. Massa) e delle risposte che una persona dà in un determinato contesto, oppure come supervisione del lavoro di altri operatori.

Circa due terzi di tutte le istituzioni sono statali. L'assistenza all'infanzia in una scuola materna statale o scuola dell'Infanzia è gratuita per i bambini dai 3 anni di età in su, a partire dai quali la maggior parte dei bambini viene assistita. Circa un bambino su dieci sotto i 3 anni viene assistito. Un posto all'asilo nido costa ai genitori in media 309 euro al mese.

### Istruzione
Per la cura dei bambini nell'asilo nido è richiesta una qualifica di scuola superiore con orientamento pedagogico. Si può diventare educatore dopo avere ottenuto il titolo di dottore con una laurea triennale in scienze dell'educazione.

### Retribuzione
Lo stipendio varia tra circa 20.000 euro lordi (1.667 euro al mese) nel primo anno di lavoro e circa 28.000 euro (2.333 euro al mese) con 35 anni di esperienza professionale. "Gli insegnanti delle scuole elementari guadagnano lo stesso stipendio", mentre quelli delle scuole superiori guadagnano "fino a 5.000 euro in più all'anno".

## Germania

### Retribuzione
Secondo il TVöD-SuE, che si applica a livello nazionale, gli educatori che sono impiegati in una struttura gestita da un'autorità locale sono raggruppati nel gruppo retributivo S8a. I fornitori privati decidono autonomamente se il pagamento di un educatore si basa su un contratto collettivo come TVöD-SuE, TV-AVH ecc. o se viene utilizzato il proprio modello di pagamento.
Secondo TVöD-SuE, i giovani professionisti del gruppo tariffario S8a guadagnano 2.829,77 euro lordi al mese (al 1º novembre 2020). Nel gruppo tariffario S8b, i nuovi arrivati guadagnano 2.892,66 euro lordi. Dopo 17 anni di professione, gli educatori in S6 (26 anni per gli educatori in S8a) hanno solitamente raggiunto il livello salariale più alto. Secondo TVöD-SuE, gli educatori in S8a guadagnano quindi 3.855,19 euro lordi, in S8b 4.307,92 euro lordi.
Nel 2014, gli educatori a tempo pieno nella Germania occidentale hanno guadagnato in media 2.953 euro lordi, nella Germania orientale 2.765 euro. Il salario medio è notevolmente inferiore, poiché gli educatori lavorano per lo più part-time. Il reddito lordo mediano era di 2.245 euro nel 2000 e di 2.630 euro nel 2010. Secondo la FAZ, gli educatori in Germania guadagnano in genere tra 2.300 e 3.600 euro lordi al mese (a maggio 2015), a seconda della loro esperienza professionale, posizione e posizione.

### Statistiche
Dal 2008, la Fondazione Bertelsmann esamina regolarmente i sistemi di educazione, cura e istruzione della prima infanzia in Germania sulla base di dati statistici del governo federale e statale. Nel confronto tra il 2013 e il 2019, il tasso di assistenza all'infanzia è migliorato a livello nazionale da una media di 9,6 a 8,9 bambini (per i bambini di età inferiore a tre anni da 4,6 a 4,2). Il Baden-Württemberg è stato il leader nel 2019, dove gli esperti hanno riscontrato un rapporto di assistenza all'infanzia richiesto di 1 a 7 (da 1 a 3 per i bambini sotto i tre anni), mentre nel Meclemburgo-Pomerania occidentale, ad esempio, c'erano il doppio dei bambini per ogni educatore. In generale, il rapporto di cura è migliore a ovest che a est.

## Austria
La formazione si svolge in istituti scolastici per l'istruzione elementare e si completa dopo due-cinque anni in vari rami professionali. A seconda del proprio futuro campo di attività, si è qualificati come insegnante di prima educazione, scuola materna, doposcuola o insegnante speciale di scuola materna.
Allo stesso tempo, dal 2021, il corso di "Educazione elementare" è offerto nelle scuole di formazione degli insegnanti.

## Svizzera
In Svizzera, viene offerta la formazione come educatore infantile qualificato HF.

## Francia
L'école maternelle è considerata la preparazione alla frequenza scolastica. I bambini a partire dai due anni possono frequentare l'école e a partire dai tre anni ci va ogni bambino. Tale sistema è gratuito. I genitori pagano di tasca propria i servizi aggiuntivi "come l'assistenza più lunga nel pomeriggio".

### Istruzione
Dopo un corso di studi (compreso un corso speciale di educazione della prima infanzia), gli Instituteurs o Professeur des écoles possono insegnare sia nella scuola primaria che nella scuola dell'infanzia.

### Retribuzione
I giovani professionisti guadagnano circa 2.000 euro al mese e fino a “3.200 euro dopo 30 anni di esperienza professionale”.

## Svezia
I comuni devono offrire un posto nella förskola (scuola materna), per ogni bambino di età compresa tra uno e cinque anni. Ai genitori che lavorano o studiano deve essere offerto un posto dal comune di competenza entro quattro mesi dall'iscrizione. Il contributo dei genitori è determinato dal comune, in base al quale il contributo non può superare il 3% del reddito o € 140 al mese.

### Istruzione
Si diventa un förskollärare (insegnante di scuola materna), uno specialista pedagogico paragonabile agli educatori, dopo tre anni e mezzo di formazione. In Svezia, al di sotto del livello di qualificazione del förskollärare, ci sono le barnskötare (tate), che hanno una formazione simile alle assistenti sociali.

### Retribuzione
I Förskollärare guadagnano tra le 22.000 e le 31.500 Skr lorde al mese (circa 2.200-3.150 euro), a seconda dell'età e dell'esperienza professionale.

## Gran Bretagna
Un posto in un asilo nido statale a tempo pieno costa ai genitori da 920 a 1.600 sterline (a settembre 2015 questo corrisponde a circa 1.250 a 2.170 euro) al mese. Se il bambino ha tre anni, i genitori ricevono 15 ore gratuite a settimana. All'età di quattro anni, il bambino inizia la scuola materna.

### Istruzione
Molti educatori di centri diurni completano un sistema di corsi di un anno presso una scuola professionale. Una carriera alternativa come tata molto ben pagata per élite facoltose dipende dalla reputazione del college (privato) frequentato. Un anno di università può facilmente costare fino a 17.000 euro.

### Retribuzione
Gli insegnanti di scuola materna qualificati guadagnano in media tra 19.000 e 23.000 euro all'anno (circa tra 1.583 euro e 1.916 euro al mese) negli asili nido statali. I fornitori privati pagano circa 35.000 euro all'anno o circa 2.916 euro al mese.